# ساراميس الأكبر
كان ساراميس الأكبر ضابطًا إيرانيًا من أصل ميدي، خدم في مناصب عليا في عهد الملك الساساني هرمز الرابع (حكم من 579 إلى 590)، وربما كان حاكمًا لإحدى المقاطعات. عندما تمرد بهرام جوبين على هرمز الرابع، تم إرسال ساراميس لقمع تمرده، لكنه هُزم وأُسر من قبل الأخير، الذي أمر بدهسه بالفيلة حتى الموت.